# Alien Bazar
 (septembre 2020).
Si vous disposez d'ouvrages ou d'articles de référence ou si vous connaissez des sites web de qualité traitant du thème abordé ici, merci de compléter l'article en donnant les références utiles à sa vérifiabilité et en les liant à la section « Notes et références ».
Alien Bazar (Pet Alien) est une série télévisée d'animation franco-américaine en 104 épisodes de 13 minutes, créée par Jeff Muncy et diffusée entre le 23 janvier 2005 et le 26 mai 2005 sur Cartoon Network.
En France, la série a été diffusée sur TF1 d'août 2005 à 2010, rediffusée sur Télétoon+ de décembre 2005 jusqu'en 2017 et sur Gulli d'août 2009 jusqu'en 2014. Elle est aujourd'hui diffusée en intégralité sur la chaîne de FVOD Mango, disponible sur la plateforme Molotov TV. 
En Belgique, la série a été diffusée sur Club RTL.
Une saison 3 d'Alien Bazar était prévu, mais a finalement été annulé avant même le début de la production de la troisième saison par MoonScoop pour manque de financement de cet dernière.

## Synopsis
Un groupe d'extraterrestres atterrit accidentellement sur Terre, dans une île appelée la Baie du Phare. Ils tombent en plein dans la maison de Tommy Cadle, un garçon solitaire de 11 ans qui n'a pas d'amis vivant seul dans un phare. Alors que lui est le souffre-douleur de son école et dès lors Dinko, Gumpers, Flip, Snobby et Scruffy vont habiter chez « Tommy le Terrien » et vont chambouler sa vie quotidienne avec leurs gaffes drôles et insensées. Au cours de l'histoire, Dinko et Tommy vont devenir les meilleurs amis malgré les nombreuses bêtises des extraterrestres.

## Personnages
- Thomas « Tommy » Cadle, alias « Tommy le Terrien », est un garçon solitaire de 11 ans qui vit seul dans un phare, il communique avec sa maman grâce à un haut-parleur placé dans sa chambre. Il est le souffre-douleur de son école car il est ridicule et laid. Il aime regarder la télé et manger du caramel.
- Dinko est un extraterrestre vert qui adore Tommy et fait tout pour rester son meilleur ami. Comme Tommy il aime regarder la télé et manger du caramel. Il fait partie du fan club de Tommy Cadle. Il est très sensible et est à deux doigts souvent de partir en larmes. Il a une très grande culture au sujet de différentes planètes.
- Snobby est un extraterrestre bleu, et comme son nom l'indique il est arrogant et prétentieux. Il aime boire du thé et dormir dans le lit de Tommy, et passe son temps à traiter les autres de « bande de crétinus ». Il semblerait que son aliment favori, le caviar, soit responsable de son snobisme, les chips lui donnant un air jovial. Bizarrement, ses parents sont à l'antipode de lui (plutôt comme Gumpers).
- Gumpers est un gros extraterrestre rose gourmand, peureux et stupide (bien qu'il soit parfois frappé d'un éclair d'intelligence), mais il est très doué en accordéon. Lorsque Gumpers rote ou bien qu'il a des gaz, toute la Baie du Phare est secouée d'un tremblement de terre.
- Flip est une espèce d'oiseau extraterrestre violet foncé, avec un genre de coupe afro rouge. Il vole en battant des bras. Quand il parle, il sort un charabia incompréhensible et finit sa phrase normalement. Il est très hystérique et adore jouer des tours à Snobby (plus que les autres).
- Scruffy est un chien extraterrestre violet clair avec une très longue langue musclée. On ne sait pas grand chose sur lui car il ne parle pas et souvent, on ne le voit pas longtemps à l'écran. On apprend que sans lui les autres aliens ne sont rien et que sa langue enlève les microbes des aliens. C'est de lui, le gros nez vert que l'on voit dans le générique (après que le vaisseau se soit écrasé).
- Gabriella, dite «Gabby», plus tard surement Gabriella «Gabby» Cadle est une camarade de classe de Tommy, elle appelle ce dernier «Tommy Amor», elle est amoureuse de lui et lui aussi. Ils sortent ensemble à partir de l'épisode  Le jour de l'invisibilité  . Elle l'a embrassé quand il était invisible dans ce même épisode. C'est la fondatrice du fan club de Tommy Cadle qui compte deux membres pour l'instant (avec Dinko), mais qui devient le fan club Dinko-Tommy et Tommy et tous les aliens y sont sauf Snobby.
- Melba Manners, plus tard surement Melba DeSpray est une camarade de classe de Tommy, elle est autoritaire et possessive, elle oblige tout le monde à faire ce qu'elle veut grâce à son regard terrifiant.
- Granville DeSpray est un camarade de classe de Tommy, il est amoureux de Melba mais celle-ci le méprise. Il ne rate jamais l'heure du thé qu'il prend avec son jouet préféré. Il habite dans le manoir qui surplombe la Baie du Phare.
- Clinton Fillmore Jefferson XIII, dit «Boby»  est un camarade de classe de Tommy. C'est le plus fort en sport et il n'arrête pas de traiter Tommy de «loser» et de vouloir lui faire du mal car il en est le souffre-douleur. Il aime également battre Tommy aux sports et se moque de lui toujours par son «loser» après l'avoir vaincu.
- L'empereur de la peur est un alien de la planète Malpoliquipu, habité par des Malpolipuans. La première fois, dans l'épisode Le jour de l'empereur de la peurrr, il s'est fait passer pour un garçons de 6 ans nommé Oscar et essayera de conquérir la Terre mais échouera. Lors de l'épisode Le jour de Snoby l'ambassadeur, il propose à Snoby, agacé par Dinko, Gumpers et Flip, de devenir l'ambassadeur des Malpolipuans et, bien sûr, il a accepté. À la fin, on voit Snoby se faisant tabasser par deux Malpolipuans à coups de massues.
- La mère de Tommy : C'est la mère de Tommy qui vit dans sa maison située près du phare de Tommy. Penny garde le contact avec son enfant uniquement via un haut-parleur installé dans la chambre de Tommy, car les téléspectateurs ne peuvent jamais la voir.
- Le fils du Capitaine Baleine : C'est l'enfant du Capitaine Baleine qui est un pirate Napoléon.
- Le vieillard : C'est l'ennemi du Capitaine Baleine et l'homme en colère qui pêche.
- La maîtresse : C'est la maîtresse de Tommy. Elle apparaît dans certains épisodes qui tournent à l'école. Dans un épisode, elle a donné à Tommy son premier B- pour sa main gonflée et l'a changé en C+ lorsque la main s'est rétrécie et en C- lorsque sa jambe s'est gonflée.
- Empereur Breet : C'est un empereur maléfique qui se rend de temps en temps sur Terre pour kidnapper les extraterrestres vivant avec Tommy. Mais il perd toujours le droit de les emmener dans un jeu dans lequel il n'est pas très habile, et donc méprise : les chaises musicales.
- Docteur Jonquille : Le docteur Daffodil est là à chaque fois que Tommy a besoin d'un médecin. Malheureusement, ses méthodes peuvent être très dangereuses et Tommy essaie donc de lui échapper autant que possible.
- Jabby : C'est la cousine de Gabby.
- Capitaine Baleine : Cap'n Spangley est un vieux marin un peu fou. Il a peur de l'eau et des crustacés et il dirige le magasin de tire local que Tommy et les extraterrestres visitent au moins quotidiennement.
- La fiancée de Gumpers : Elle a le même gabarit que ce dernier. Ils sont exactement pareils, sauf que la fiancée de Gumpers a des cheveux bleus, du rouge à lèvres et un collier.
- Le mime : Un mime qui tente d'entrer dans le phare mais qui est toujours arrêté par Flip.
- Le chat : Les extraterrestres l'adoptent, il est câlin et amical mais se transforme en bête féroce chaque fois que Tommy quitte la pièce !
- Klattou : C'est un horrible monstre marin.
- La souris : Elle apparaît dans l'épisode 12. Elle envahit la maison de Tommy, mangeant tout le fromage . Gumpers doit donc combattre la souris pour retrouver son désir bien-aimé, le fromage.
- La pieuvre : C'est la pieuvre domestique de la classe. Tommy doit s'occuper d'elle dans un épisode.
- Le crabe : Il apparaît dans l'épisode "Tommy le crabouillot".
- Le postier : Il apparaît dans quelques épisodes avec son petit camion.
- La grenouille : Un banjo jouant la grenouille qui apparaît dans certains épisodes souvent comme entracte pour une nouvelle scène ou un bâillon.
- Les parents de Snobby : Ce sont les parents de l'alien bleu Snobby.

## Distribution

### Voix américaines
- Charlie Schlatter : Tommy Cadle, Clinton
- Charles Adler : Dinko, Scruffy, Flip, Capitaine Baleine
- Jess Harnell : Gumpers, Swanky, Granville
- Candi Milo : Gabby, Melba, la mère de Tommy

### Voix françaises
- David Scarpuzza (saison 1) puis Hyppolite de Poucques (saison 2) : Tommy Cadle
- Frédéric Meaux : Dinko
- Michel Hinderyckx : Gumpers
- Franck Dacquin : Snobby
- Jean-Pierre Denuit : Flip
- Bruno Georis : Scruffy
- Béatrice Wegnez : Melba
- Delphine Moriau : Granville
- Lorette Goose : Gabriella
- Didier Colfs : Clinton
- Arnaud Léonard : Capitaine Baleine
- Carine Seront : la mère de Tommy

- Version française
  - Studios de doublage : Made in Europe (saison 1) puis New Frontier Films (saison 2) 
  - Direction artistique : Xavier Percy, Nathalie Stas, Delphine Moriau
  - Adaptation : Thierry Renucci et Jean-Christophe Léger

## Épisodes

### Première saison (2005)
1. Le jour de Tommy le crabouillot (The Boy with Six Legs)
2. Le jour de l'Empereur de la Peurrr (Evil Emperor)
3. Le jour de Tommy le Super Héros (The Amazing Atomic Tommy)
4. Le jour de la photo de classe (Crater of Doom)
5. Le jour du vomitorium (Attack of the 50 Foot Boy)
6. Le jour des tâches ménagères (It Came from the Closet)
7. Le jour de la Fiancée de Gumpers (The Bride of Gumpers)
8. Le jour de l'amie en fer (The Thing on the Corner)
9. Le jour de la barbe verte (I Was a Teenage Bearded Boy)
10. Le jour de la grande évasion (Escape from Detention X)
11. Le jour de la boite mystérieuse (Box of Doom)
12. Le jour de la souris de la peur (Assault of a Rodent)
13. Le jour de la visite de Mr. et Mme. Snobby (They Came from Outer Space)
14. Le jour du poulpe domestique (Tentacles of Terror)
15. Le jour du film catastrophe (The Great Movie Massacre)
16. Le jour sans fin (The Day That Wouldn't End)
17. Le jour de Noël (It Comes When You Sleep)
18. Le jour de du Scruffy-garou (Attack of the Werescruffy)
19. Le jour de l'accordéon (Sounds of Doom)
20. Le jour de la peur noir(Darkness)
21. Le jour du cœur volé (She Comes for Your Heart)
22. Le jour où la bête a volé mon cœur (Beast Who Stole My Heart)
23. Le jour de la star (Night of the Walking Cannonball)
24. Le jour de l'invasion des livreurs de journaux (It Landed on the Porch)
25. Le jour du monstre de la Baie du Phare (Bay of the Triffids)
26. Le jour de la visite médicale (Doctor of Doom)
27. Le jour de l'invasion du peuple des ballons (Invasion of the Balloon People)
28. Le jour de l'anniversaire pourri (The Little Monster Ball)
29. Le jour du monde miniature (The Land That Size Forgot)
30. Le jour du frigidaire vide (The Day the Food Expired)
31. Le jour ou la foudre frappe toujours deux fois (The Evil That Thumbs Do)
32. Le jour sans télévision (Terror TV)
33. Le jour du cousin de Dinko (Bad Blood from Beyond)
34. Le jour ou le temps s'est arrete (The Day Time Stood Still)
35. Le jour de l'horoscope du danger (Horror Scope)
36. Le jour du hoquet (Scare Affair)
37. Le jour du talent caché de Tommy (Stage Fright)
38. Le jour de la Nuit du Chat(Night of the Cat People)
39. Le jour de la malediction de la linde (Return of the Ghastly Gobbler)
40. Le jour de la loterie maléfique (Shipping and Handling Not Included)
41. Le jour où Tommy deviendra quelque chose (The Boy Who Became Something)
42. Le jour du cache-cache (Unleashed Beast of Fury)
43. Le jour du monstre de la baie du phare (The Creature of the Spray Bay)
44. Le jour de la fargonie (The Alien Who Sold the World)
45. Le jour des grandes decisions (Beware the Decider Maker)
46. Le jour de l'alien de l'année (I Voted for an Alien)
47. Le jour du pirate et son chien(A Pirate and His Dog)
48. Le jour où on a volé la mémoire de Tommy (They Took Tommy's Brain)
49. Le jour du caramel magique (The Boy Who Ate Too Much Taffy)
50. Le jour de la parade (The Floating Head)
51. Le jour du dernier jour (The Time That Time Ended)
52. Le jour de snobby l'ambassadeur (The Day of Judgement)

### Deuxième saison (2005)
1. Le jour du vice-roi Snobby (The Creature Who Left)
2. Le jour du fan club secret (It Came from the Fan Club)
3. Le jour des tofuréales  (A World Without Hamburgers)
4. Le jour des baskets... avec un Z (The Evil That Pinched My Feet)
5. Le jour du bras cassé   (The Earth Boy Who Needed Protection)
6. Le jour de la statue (Seventy Foot Tommy)
7. Le jour du Snobbyland (Island of Doom)
8. Le jour de l'épouvantail  (Him)
9. Le jour du tournoi de cartes (The Guest Who Wouldn't Leave... Ever)
10. Le jour des aliens tout nus (Day of the Naked Aliens)
11. Le jour de la mission spéciale (Master Bakers!)
12. Le jour du monstre Klattou (The Horror That Is Klattou)
13. Le jour du Mathématelot (He Walks and Talks Like an Alien)
14. Le jour de la photocopieuse (The Night of Two Tommys +1)
15. Le jour du grand sommeil (Curse of the Frozen Tommy)
16. Le jour du grand rendez-vous (Night of the Norwegian Boy)
17. Le jour de l'invisibilité (Curse of the Invisible Boy)
18. Le jour de la télécommande magique (Remote Control of Doom)
19. Le jour des toillettes dans l'espace (They Took the Toilet to Outer Space)
20. Le jour des cas d'urgence (This Phone. This Insanity!)
21. Le jour du ticket gagnant (They Had an Aluminium Ticket)
22. Le jour des escargots (The Slo-Mo Terror)
23. Le jour du sac à main rose (Trapped in the Pink Purse Dimension)
24. Le jour de la course des bolides (Race with the Clinton)
25. Le jour de la super main (Big Hand of Fate)
26. Le jour du meilleur ami pour la vie (The Beast That's Stuck in My Foot)
27. Le jour de l'œil au beurre noir (The Black Eye of Doom)
28. Le jour de l'étoile du shérif (The Sheriff Was an Alien)
29. Le jour de celle qu'on ne prononce pas (Crevice of Doom)
30. Le jour de la nouvelle maman (She Came from Conforma!)
31. Le jour de l'allergie (Terror in My Nose)
32. Le jour du rot impossible  (Belch of Destruction)
33. Le jour de l'oreiller magique (Gumpers of the Future)
34. Le jour de la Planète des Granvilles (Planet of the Granvilles)
35. Le jour de Tommy le Terrien miniature (The Boy Who Cried "Waaah!")
36. Le jour de la vache qui fait meuh (The Cow Says "Moo!")
37. Le jour du duo de Conforma (Duet from Another Dimension!)
38. Le jour où le Docteur est tombé malade (The Doctor Is In... Sane!)
39. Le jour du dos bloqué (The Horrible Workout of Evil)
40. Le jour de l'anti-gravité (The Incredible Floating Boy)
41. Le jour de la cousine de Gabby (The Lookalike Girl of Evil)
42. Le jour de la trahison de Dinko (Uranus Awaits)
43. Le jour du cerveau givré (The Night My Brain Froze)
44. Le périple scout (Scout's Horror!)
45. Le jour de Télé Tommy (When TV Ruled the World)
46. Le jour du monstrueux Dinko (The Thing with the Ugly Face)
47. Le jour où Snobby mangea des chips (Dr. Jekyll and Mr. Swanky)
48. Le jour de la flipernation (The Day That Flip Stood Still)
49. Le jour où Bobby gouverna le Monde (When Clinton Ruled the World!)
50. Le jour de la fissure maléfique (Beware the Crack!)
51. Le jour où Dinko travailla à la place de Tommy  (The Alien Who Invaded the Taffy Shoppe)
52. Le jour du jambon doudou (Hammy of Earth!)